# Niasana javana
Niasana javana là một loài bướm đêm thuộc phân họ Arctiinae, họ Erebidae.